# Quake Champions
Quake Champions — це розроблювана відеогра, багатокористувацький шутер від першої особи, остання в серії Quake. Була випущена в ранньому доступі за програмою Steam Early Access 23 серпня 2017 році. Quake Champions позбавлена режиму однокористувацької гри, зосереджуючись на мультиплеєрі, як і в Quake III Arena і Quake Live.

## Ігровий процес

### Основи
У Quake Champions гравець керує бійцем-гладіатором, котрий бореться шляхом стрілянини з іншими бійцями на аренах задля досягнення поставленої в конкретному режимі цілі. Quake Champions — це ексклюзив на PC, що визначається «змагальним шутером, базованим на персонажах». Гра заснована на геймплеї Quake III Arena і Quake Live, візуальний дизайн був натхнений оригінальною Quake.
Гра передбачає тільки багатокористувацькі бої з дуелями за різними правилами, deathmatch, а також командною грою. У Quake Champions наявні ліги й ряди гравців. Вона запланована бути кіберспортивною дисципліною. Через наявність унікальних здібностей персонажів Quake Champions більше фокусуватиметься на командних режимах.

### Режими Гри
У грі доступні такі основні режими:
- Матч смерті — класичний deathmatch, кожен боєць грає сам за себе, без поділу на команди;
- Командний бій — командний бій на смерть;
- Дуель — турнір «один на один». Два гравці вибирають трьох неоднакових персонажів, після чого слідує невелика розминка, а потім сам бій. Мета гравця — вибити всіх трьох персонажів противника з гри, після чого йому присуджується перемога в раунді;
- Обеліск — командний режим, аналог «захоплення прапора». У центрі арени з'являється «душа», яку необхідно захопити і принести на свою «базу», а потім утримувати максимально довго;
- Миттєва смерть — deathmatch на рейкотронах, які вбивають з одного влучання.

Крім цих режимів в грі наявні кілька «аркадних» режимів, які періодично змінюються, але в разі особливої популярності у гравців, мають шанс потрапити до списку основних. Крім цього існує можливість створення матчу з власними настройками, серед яких доступний параметр, що дозволяє відключити активні навички чемпіонів.

### Персонажі
У грі можна грати 14 персонажами, які називаються «чемпіонами». У грі існує система розвитку рівня облікового запису і персоналізації персонажів. У кожного персонажа є пасивна та активна здібність, останню можна застосовувати один раз на 20-45 секунд, залежно від чемпіона. Відновлення активної здібності можна прискорити підбором на карті спеціальних предметів у вигляді пісочного годинника. Окремі пасивні здібності чемпіонів відображають механіку з більш ранніх ігор і модів сімейства Quake, а також з інших арена-шутерів. Наприклад, Slash здатна ковзати в положенні навприсядки, як це було реалізовано в Quake 4, а Клатч може рухатися ривками, що повторює трюк з Unreal Tournament. Також персонажі відрізняються показниками стартового і максимального запасу здоров'я і броні, максимальною швидкістю і розміром хітбокса (зони ураження).
| Ім'я                               | Пасивна здібність                                                | Активна здібність                                                               | Походження                                           |
| ---------------------------------- | ---------------------------------------------------------------- | ------------------------------------------------------------------------------- | ---------------------------------------------------- |
| Анаракі / Anarki                   | Прискорене переміщення. Розворот в польоті без втрати швидкості. | Лікуюча ін'єкція                                                                | Персонаж: Quake III Arena Механіка: QuakeWorld, CPMA |
| Бі-Джей Бласковіц / BJ Blazkowicz  | Відновлення здоров'я з часом                                     | Стріляє водночас з двох рук, вдвічі збільшується швидкострільність              | Wolfenstein: The New Order                           |
| Клатч / Clutch                     | Переміщення ривками                                              | Виставляє перед собою щит і використовує дриль як другу зброю                   | Механіка: Unreal Tournament                          |
| Лицар Смерті / Death Knight        | В ближньому бою підпалює суперників. Невразливість до вогню      | Стріляє трьома вогняними кулями, які підпалюють поверхню                        | Quake                                                |
| Поборник Фатуму / Doom Slayer      | Подвійний стрибок. Мовчазний                                     | Збільшується швидкість пересування і завдає великої шкоди в ближньому бою       | Doom (2016)                                          |
| Галена / Galena                    | Лікування предметами зменшує час відновлення активної здібності  | Залишає тотеми, які лікують союзників і завдають шкоди противникам              |                                                      |
| Кіл / Keel                         | При підборі патронів зменшує час відновлення активної збідності  | Стріляє з неплечних ракетниць                                                   | Quake III Arena                                      |
| Нікс / Nyx                         | Стрибок від стіни                                                | Стає невидимою для ворогів                                                      |                                                      |
| Рейнджер / Ranger                  | Отримує на 75 % менше пошкоджень від власної зброї               | Кидає сферу, до якої може телепортуватися або може нею завдати шкоди противнику | Quake                                                |
| Броненосець / Scalebearer          | При достатньому розгоні здатен топтати суперників                | Прискорюється і таранить суперників                                             |                                                      |
| Слеш / Slash                       | Переміщення в положенні навприсядки (Crouchslide)                | Залишає слід з плазми, яку можна підірвати                                      | Персонаж: Quake III Arena Механіка: Quake 4          |
| Сорлаг / Sorlag                    | Розворот в польоті без втрати швидкості. Іммунітет до кислоти    | Плює кислотою                                                                   | Персонаж: Quake III Arena Механіка: QuakeWorld, CPMA |
| Строгг і Кайло / Strogg and Peeker | З суперників випадають лікувальні капсули                        | Випускає розвідувального дрона                                                  | Quake II, Enemy Territory: Quake Wars                |
| Візор / Vizor                      | Теоретично нескінченний розгін                                   | Бачить ворогів крізь стіни                                                      | Quake III Arena                                      |

## Розробка
Quake Champions було оголошено на Electronic Entertainment Expo 2016 разом з дебютним трейлером. У ньому була представлена велика кількість ігрових персонажів, кожен з яких має свої набори унікальних здібностей. Розробники гри обіцяють, що вона буде «шутером зі швидким темпом». Гра не буде випускатися в консолях через обмеження в апаратному забезпеченні.
У QuakeCon 2016 креативний директор Тім Віллітс показав, що Quake Champions не працює на ігровому рушієві ID Tech 6, але натомість працює на гібридному рушієві, що складається з технологій id tech та Saber. Це означає, що ряд функцій, які зустрічаються у Doom, не є рідними для Quake Champions, такі як віртуальна реальність, Vulkan API, SnapMaps та підтримка модів, хоча підтримка модів потенційно запланована після початкового випуску. Було показано, що Quake Champions спочатку вважалася розширенням до Quake Live, оновленої версії Quake III Arena, випущеної в 2010 році. Вона була випущена за програмою раннього доступу Steam від 23 серпня 2017 року.
7 березня 2017 року було оголошено про старт прийому заявок на закрите бета-тестування гри, яке згодом почалося 6 квітня 2017 року. Зазначалося, що в грі передбачено функцію безкоштовної гри, яка дозволить гравцям грати за персонажа Ranger, з додатковими персонажами, доступними для покупки, подібно до моделі, яка використовується в Killer Instinct.
На Е3 2017 було оголошено про те, що BJ Blazkowicz із серії Wolfenstein буде ігровим персонажем. У серпні було підтверджено, що Doom Slayer з відеогри Doom 2016 року, також буде ігровим персонажем, після того як він раніше з'явився в Quake III Arena 1999 року і Quake Live у 2010 році як Doomguy.
На E3 2018 року Bethesda оголосила про доступність безкоштовної пробної версії, яку можна завантажити в Steam. Гравці, які підписуються протягом безкоштовного пробного періоду, зможуть продовжувати грати безкоштовно після релізу гри. Ранній доступ до гри доступний для покупки за $30 на Steam.
Ендрю Хульшульт оголосив у своєму Твіттері, що він буде складати нову музику для гри.
На QuakeCon 2018, Bethesda оголосили, що Quake Champions стане безкоштовною і відкритою для всіх гравців 10 серпня 2018 року.